# Hagihara Tatsuro
Tatsuro Hagihara (sinh ngày 6 tháng 8 năm 1982) là một cầu thủ bóng đá người Nhật Bản.

## Sự nghiệp câu lạc bộ
Tatsuro Hagihara đã từng chơi cho Vegalta Sendai và Ehime FC.